# Humber Pig
Humber Pig – brytyjska ciężko opancerzona ciężarówka pełniąca rolę transportera opancerzonego. Pojazd był używany przez British Army od lat 50. do 90. XX wieku oraz przez Royal Ulster Constabulary i wielokrotnie był wykorzystywany podczas konfliktu w Irlandii Północnej.

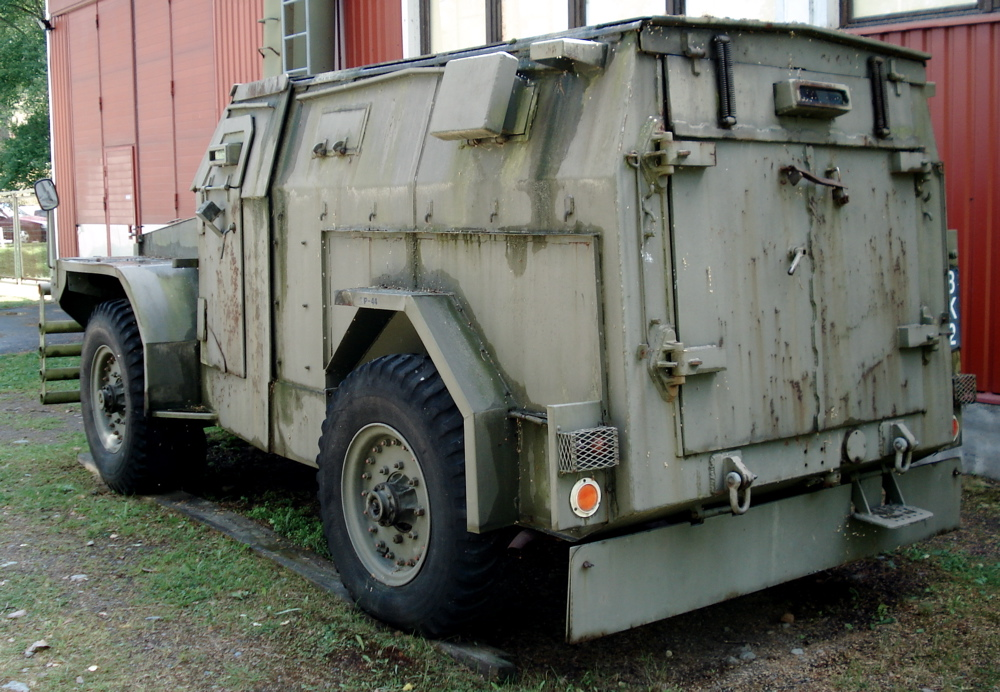
Humber Pig w malowaniu charakterystycznym dla pojazdów używanych przez armię brytyjską w latach 70. w Irlandii Północnej, wystawiony w Muzeum Czołgów w Parola